# 榛名トンネル
榛名トンネル（はるなトンネル）は、群馬県高崎市と渋川市の間にある東日本旅客鉄道（JR東日本）上越新幹線の山岳トンネル。高崎駅 - 上毛高原駅間に位置し、総延長は15,350 m、最大土かぶりは約200 m。日本鉄道建設公団によって建設された。
工事は大宮方より中里工区（400 m）、金古工区（2,900 m）、下新井工区（2,400 m）、長岡工区（3,700 m）、行幸田工区（2,600 m）、御蔭工区（3,350 m）の6工区に分けて行われた。
施工業者は中里工区がフジタ工業、金古工区が大成建設、下新井工区が飛島建設、長岡工区が西松建設、行幸田工区が鹿島建設、御蔭工区が前田建設。
火山泥流堆積物からなる劣悪な地質と、最大湧水量110 t/minにも達する湧水のため掘削は困難を極め、注入、二段サイロット、圧気工法等を併用した。
トンネル湧水の排出による影響が地表部にも現れ、井戸水、かんがい用水、表流水の減少や枯渇が生じた。また、1978年7月20日には榛東村山子田地内で30 mの大きさで陥没が発生。田畑と群馬県道154号新井下室田線が巻き込まれ、直下のトンネル内（下新井工区）へ大量の土砂が流出する事故が発生した。